# Прозоровский, Валерий Владимирович
Валерий Владимирович Прозоровский (род. 24 апреля 1953, Москва) — российский политический деятель, депутат четвёртого (2003—2007) и пятого созыва (2007—2011).

## Биография
В 1974 году окончил Ростовское высшее командное инженерное училище им. М. И. Неделина. В 1982 году Военно-политическую академию им. В. И. Ленина, а в 2003 году МАТИ — Российский государственный технологический университет им. К. Э. Циолковского. Кандидат исторических наук, доцент.

### Депутат госдумы
7 декабря 2003 года был избран депутатом Государственной Думы ФС РФ четвёртого созыва по общефедеральному списку избирательного объединения «Единая Россия». В Госдуме вошёл в состав фракции «Единая Россия». Заместитель председателя Комитета ГД по природным ресурсам и природопользованию.
2007—2011 гг. — депутат Государственной Думы РФ пятого созыва в составе федерального списка кандидатов, выдвинутого Всероссийской политической партией «Единая Россия». Заместитель председателя Комитета ГД по природным ресурсам, природопользованию и экологии.

## Награды
- Медаль ордена «За заслуги перед Отечеством» II степени (21 мая 2008 года) — за заслуги в законотворческой деятельности, укреплении и развитии российской государственности[3]
- Благодарность Правительства Российской Федерации (14 ноября 2011 года) — за многолетнюю плодотворную законотворческую деятельность[4]